# Nappy Boy Entertainment
 (août 2012).
Si vous disposez d'ouvrages ou d'articles de référence ou si vous connaissez des sites web de qualité traitant du thème abordé ici, merci de compléter l'article en donnant les références utiles à sa vérifiabilité et en les liant à la section « Notes et références ».
Nappy Boy Entertainment est un label américain fondé par l'auteur-compositeur-interprète T-Pain dans lesquels on trouve des artistes tels que Tay Dizm, Joey Galaxy, Travie McCoy, One Chance, Sophia Fresh et Field Mob signés sur ce label.

## Artistes important
- T-Pain (Fondateur)
- Tay Dizm
- Travie McCoy
- One Chance
- Sophia Fresh
- Joey Galaxy

## Autres chanteurs
- A. B. Ahmed Belvin
- Nappy Headz
- Hi-Deff

## DJ
- DJ Lil' Boy
- Exclusive J (décédé)

## Ancien artistes
- Twank Star
- Jay Lyriq

## Producteur
- Exclusive J (décédé)
- Young Fyre
- Bishop Jones

## Gérants
- Rocco Valdes (T-Pain))
- Marco Mall (Tay Dizm)

## Albums sortis
| Année | Artiste      | Titre       | Information                                                                               | Palmarèse | Palmarèse | Palmarèse | Palmarèse | Certifications | Ventes        |
| Année | Artiste      | Titre       | Information                                                                               | US        | US R&B    | UK R&B    | UK        | Certifications | Ventes        |
| ----- | ------------ | ----------- | ----------------------------------------------------------------------------------------- | --------- | --------- | --------- | --------- | -------------- | ------------- |
| 2007  | T-Pain       | Epiphany    | - Sortie: 5 juin 2007 - Singles: "Buy U a Drank (Shawty Snappin')", "Bartender", "Church" | 1         | 1         | —         | —         | - US: Gold     | - US: 819,000 |
| 2008  | T-Pain       | Thr33 Ringz | - Sortie: 11 novembre 2008 - Singles: "Can't Believe It", "Chopped 'n' Skrewed", "Freeze" | 4         | 1         | —         | —         | - US: Gold     | - US: 530,000 |
| 2010  | Travie McCoy | Lazarus     | - Sortie: 8 juin 2010 - Singles: "Billionaire", "Need You", "We'll Be Alright"            | 25        | —         | 11        | 27        | - US: —        | - US: 32,000  |
| 2011  | T-Pain       | RevolveЯ    | - Sortie: 6 décembre, 2011 - Singles: "Best Love Song", "5 O'Clock", "Bang Bang Pow Pow"  | 28        | 7         |           |           | - US: —        | - US: 109,000 |

### Album à venir
- Date non-annoncée : Tay Dizm – Welcome to the New World
- Date non-annoncée : One Chance - "First Studio Album"
- Date non-annoncée : Sophia Fresh - "First Studio Album"

## Mixtapes
- 2006: T-Pain - Back At It
- 2007: Tay Dizm – T-Pain Presents: Tay Dizm - Tha Hottest Hotboy Vol. 1 (Hosted By Exclusive J)
- 2008: T-Pain – Pr33 Ringz (Da Mixtape) (Hosted By DJ Lil' Boy & Exclusive J)
- 2009: Tay Dizm -  Dreamgirl Mixtape (The Hottest Hotboy Vol. 3) (Hosted By Exclusive J)
- 2009: Young Ca$h – T-Pain Presents: Young Ca$h: Motion Picture (Hosted By DJ Khaled & Exclusive J)
- 2009: Sophia Fresh – So Phreakin' Fresh (Hosted By DJ Lil' Boy & Exclusive J)
- 2009: Young Ca$h - Danger Outta Duval (Hosted By DJ CFoot, Exclusive J, & Tha Tzar)
- 2009: Young Ca$h – The World Is Mine (Official Mixtape) (Hosted By Florida J & Exclusive J)
- 2009: Tay Dizm – Meet the Future (Official Mixtape) (Hosted By Florida J)
- 2009: Tay Dizm - Strictly South Vol. 2 (Hosted By DJ Jooz)
- 2009: Tay Dizm - The Miami Meltdown (Hosted By DJ CFoot & Tha Tzar)
- 2009: Tay Dizm - Miami Meltdown (Hosted By DJ Epps)
- 2009: Young Ca$h – I'm Just Tryin To Win (Hosted By DJ Smallz & Exclusive J)
- 2010: Tay Dizm – Point 'Em Out (Hosted By DJ Crazy Baby)
- 2010: Nappy Boy All Stars – T-Pain Presents: Nappy Boy All Stars Vol.1 (Hosted By Exclusive J)
- 2010: Tay Dizm - Dirty South Radio: Vol. 4 (Hosted By DJ Dramatize & DJ Crazy Baby)
- 2010: Young Ca$h - Fed Bound (Hosted By DJ Ill Will, Greg Streets, & Exclusive J)
- 2010: Young Ca$h - The Vacation
- 2010: Shawnna - Bitch Like Me (Hosted By DJ Dirty Money)
- 2011: Tay Dizm - Thank You For Being A Friend (Hosted By DJ Crazy Baby & Exclusive J)
- 2011: T-Pain - RevolveЯ
- 2011: One Chance - Ain't No Room For Talkin
- 2011: Young Ca$h - The Birthday Rideout 2011 (Hosted By Bigga Rankin' & DJ Koolaid)
- 2012: Tay Dizm - ART
- 2012: T-Pain - STOIC
- TBA: Young Ca$h - Win Or Die

### Singles
T-Pain
- 2008: T-Pain – "Can't Believe It" (Feat. Lil Wayne)
- 2008: T-Pain – "Chopped & Skrewed" (Feat. Ludacris)
- 2008: T-Pain – "Freeze" (Feat. Chris Brown)
- 2009: T-Pain – "Take Your Shirt Off"
- 2010: T-Pain – "Reverse Cowgirl"
- 2010: T-Pain - "Rap Song" (Feat. Rick Ross)
- 2011: T-Pain - "Best Love Song" (Feat. Chris Brown)
- 2011: T-Pain - "Booty Wurk (One Cheek At a Time)" (Feat. Young Ca$h)
- 2011: T-Pain - "5 O'Clock" (Feat. Wiz Khalifa and Lily Allen)

Tay Dizm
- 2008: Tay Dizm – "Beam Me Up" (Feat. T-Pain & Rick Ross)
- 2009: Tay Dizm – "Dreamgirl" (Feat. Akon)
- 2009: Tay Dizm – "Nothing But the Truth" (Feat. Young Cash & Piccalo)

Joey Galaxy
- 2009: Joey Galaxy – "I'm a Hustla"

Travie McCoy
- 2010: Travis McCoy – "Billionaire" (Feat. Bruno Mars)

One Chance
- 2011: One Chance - "Sexin' on You"

Sophia Fresh
- 2008: Sophia Fresh – "What It Is" (Feat. Kanye West)[1]
- 2009: Sophia Fresh – "Do the Dance"

Ahmed Belvin
- 2009: A.B. – "Trophy Girl" (Feat. T-Pain)

### EP
- 2010 T-Pain - Freaknik: The Musical (bandes sonores) - EP

### Autres médias produits
- 2010: Freaknik: The Musical
- 2010: T-Pain: Russian Roulette - Road to Revolver